# كونياك (بلدة)
كونياك أو كُنياك (بالفرنسية:  تُنطق [اسمع في هذا المتصفح]Cognac)‏ هي مدينة وبلدية في إقليم شارنت في جنوب غرب فرنسا، يبلغ عدد سكانها 18,626 نسمة وفق تعداد عام 2012 وتبلغ مساحتها 15.5 كم مربع، تشتهر هذه البلدة بإنتاج خمر الكونياك. منذ عام 2012، صنفت وزارة الثقافة والاتصالات الفرنسية مدينة كونياك «مدينة الفن والتاريخ ‏».

## جغرافيا
كونياك هي ثاني أكبر مدينة في إقليم شارنت بعد عاصمته أنغوليم ومثلها تقع على نهر شارنت. تقع كونياك على بعد 406 كم جنوب غرب باريس و97 كم شمال بوردو.

## تاريخ
في العصور الوسطى حول العام 1000 تم بناء قلعة خشبية صفيرة وبعد ذلك تأسيس دير في موقع المدينة الحديثة. ثم تشكلت بلدة صغيرة في محيطهما. خضعت كونياك لحكم مملكة إنجلترا ومملكة فرنسا بالتناوب خلال حرب المئة عام.
في عام 1494 ولد في قصر المدينة فرانسوا الأول ملك فرنسا فيما بعد. خلال حكمه منح المدينة امتياز تجارة الملح على نهر شارنت التي أدت إلى تطوير المدينة كمركز للنبيذ والكونياك.
في القرن السادس عشر ومع تطوير الإصلاح البروتستانتي أصبحت كونياك مدينة بروتستانتية وقد استمر تأثير الإصلاح خلال اضطهاد البروتستانت.
في القرن السابع عشر قد كانت تجارة المشروبات الكحولية موجودة في المدينة بالفعل وفي القرن الثامن عشر استقرت عائلات إنجليزية وإيرلندية في كونياك ومنطقتها لتطوير تلك التجارة إلى جانب عائلات محلية.
في نهاية القرن التاسع عشر وبعد الخسائر الاقتصادية الكبيرة التي سببها الفيلوكسرا على الكرمة، أدرج التجار خط إنتاج كامل ليصبحوا منتجين وظهر اسم كونياك لتسمية المشروبات الكحولية المحلية في عام 1890.

## شخصيات
- فرنسوا الأول ملك فرنسا ولد في قصر المدينة في عام 1494
- لويس دولاج (بالفرنسية: Louis Delage) (تاريخه 1874 - 1947) هو مهندس وصناعي فرنسي أسس شركة دولاج لصناعة السيارات في 1905.
- جان موني 1888-1979 سياسي فرنسي، واحد من مؤسسي الاتحاد الأوروبي ولد في كونياك
- كريستوف جاليت (مواليد 1983 في كونياك) لاعب كرة قدم فرنسي
- رينو لافيينيه قافز بالزانة فرنسي

## مدن توأم
- دنيسون، تكساس، الولايات المتحدة.
- كونجسفنتر، ألمانيا.
- بيرث، اسكتلندا، المملكة المتحدة.
- فالديبيناياس، سيوداد ريال، إسبانيا.